# Pentaphen
Pentaphen (C22H14) ist ein polycyclischer aromatischer Kohlenwasserstoff mit fünf kondensierten Benzolringen. Die grünlich-gelbe Verbindung löst sich nicht in Wasser oder Ethanol, aber gut in unpolaren organischen Lösungsmitteln wie Xylol und Diethylether. Unter UV-Licht zeigt Penthaphen intensive blaue Fluoreszenz.
Der Polycyclus kann in einer sechsstufigen Synthese aus o-Benzylbenzoesäure dargestellt werden.